# Gianni Solaro
Gianni Solaro, pseudonimo di Giovanni Lorenzon (Trieste, 30 novembre 1913 – Fonte Nuova, 8 settembre 2006), è stato un attore italiano, attivo in cinema e televisione dagli anni sessanta fino a fine anni settanta. È stato talvolta accreditato con diversi altri pseudonimi: Gianni Lorenzo, Johnny Solari, Giovanni Solaro, John Writting.

## Biografia
Fratello dell'attore Livio Lorenzon, in televisione nel 1964 fu nel cast dello sceneggiato televisivo La cittadella e nel 1968 in quello de La freccia nera. Nel cinema è stato interprete, come caratterista, in film di genere poliziottesco e di genere storico, western all'italiana e peplum, tra cui il ruolo di Marco Tullio Cicerone in I giganti di Roma del 1964.

## Filmografia

### Cinema
- Ben-Hur, regia di William Wyler (1959)
- Il figlio del corsaro rosso, regia di Primo Zeglio (1959)
- Il corazziere, regia di Camillo Mastrocinque (1960)
- I pirati della costa, regia di Domenico Paolella (1960)
- Labbra rosse, regia di Giuseppe Bennati (1960)
- Il cavaliere dai cento volti, regia di Pino Mercanti (1960)
- Jovanka e le altre (5 Branded Women), regia di Martin Ritt (1960)
- Il vigile, regia di Luigi Zampa (1960)
- Noi duri, regia di Camillo Mastrocinque (1960)
- La Venere dei pirati, regia di Mario Costa (1961)
- Ursus e la ragazza tartara, regia di Remigio Del Grosso (1961)
- Ursus nella valle dei leoni, regia di Carlo Ludovico Bragaglia (1961)
- Totò, Peppino e... la dolce vita, regia di Sergio Corbucci (1961)
- Gli invasori, regia di Mario Bava (1961)
- Le avventure di Mary Read, regia di Umberto Lenzi (1961)
- Il conquistatore di Corinto, regia di Mario Costa (1961)
- I masnadieri, regia di Mario Bonnard (1961)
- Il dominatore dei 7 mari, regia di Rudolph Maté, Primo Zeglio (1962)
- I normanni, regia di Giuseppe Vari (1962)
- Il trionfo di Robin Hood, regia di Umberto Lenzi (1962)
- Il gladiatore di Roma, regia di Mario Costa (1962)
- La rossa (Die Rote), regia di Helmut Käutner (1962)
- Marte, dio della guerra, regia di Marcello Baldi (1962)
- Una spada nell'ombra, regia di Luigi Capuano (1963)
- Gli invincibili sette, regia di Alberto De Martino (1963)
- Finché dura la tempesta (Beta Som), regia di Charles Frend, Bruno Vailati (1963)
- Rocambole, regia di Bernard Borderie (1963)
- Il duca nero, regia di Pino Mercanti (1963)
- Caterina di Russia, regia di Umberto Lenzi (1963)
- Il ladro di Damasco, regia di Mario Amendola (1963)
- La vendetta di Spartacus, regia di Michele Lupo (1964)
- I giganti di Roma, regia di Antonio Margheriti (1964)
- I due gladiatori, regia di Mario Caiano (1964)
- L'ultimo gladiatore, regia di Umberto Lenzi (1964)
- Agente X 1-7 operazione Oceano, regia di Tanio Boccia (1965)
- Erik il vichingo, regia di Mario Caiano (1965)
- L'uomo di Toledo, regia di Eugenio Martín (1965)
- La sfida dei giganti, regia di Maurizio Lucidi (1965)
- 1000 dollari sul nero, regia di Alberto Cardone (1966)
- I cinque della vendetta, regia di Aldo Florio (1966)
- 2+5 missione Hydra, regia di Pietro Francisci (1966)
- Arizona Colt, regia di Michele Lupo (1966)
- Johnny Yuma, regia di Romolo Guerrieri (1966)
- L'affare Beckett, regia di Osvaldo Civirani (1966)
- MMM 83 - Missione morte molo 83, regia di Sergio Bergonzelli (1966)
- L'indomabile Angelica (Indomptable Angélique), regia di Bernard Borderie (1967)
- Fai in fretta ad uccidermi... ho freddo!, regia di Citto Maselli (1967)
- I giorni della violenza, regia di Alfonso Brescia (1967)
- L'amore attraverso i secoli (Le plus vieux métier du monde), regia di Mauro Bolognini, episodio Nuits romaines (1967)
- I criminali della metropoli, regia di Gino Mangini (1967)
- Ciccio perdona... Io no!, regia di Marcello Ciorciolini (1968)
- Tutto sul rosso, regia di Aldo Florio (1968)
- Calda e... infedele (Un diablo bajo la almohada), regia di José María Forqué (1968)
- Temptation, regia di Lamberto Benvenuti (1968)
- Cinque figli di cane, regia di Alfio Caltabiano (1969)
- Il sasso in bocca, regia di Giuseppe Ferrara (1969)
- Franco e Ciccio sul sentiero di guerra, regia di Aldo Grimaldi (1970)
- Ninì Tirabusciò, la donna che inventò la mossa, regia di Marcello Fondato (1970)
- Splendori e miserie di Madame Royale, regia di Vittorio Caprioli (1970)
- Sbatti il mostro in prima pagina, regia di Marco Bellocchio (1972)
- Scipione detto anche l'Africano, regia di Luigi Magni (1972)
- La polizia ringrazia, regia di Stefano Vanzina (1972)
- Il delitto Matteotti, regia di Florestano Vancini (1973)
- Studio legale per una rapina, regia di Tanio Boccia (1973)
- Vogliamo i colonnelli, regia di Mario Monicelli (1973)
- Il generale dorme in piedi, regia di Francesco Massaro (1974)
- La poliziotta, regia di Steno (1974)
- Libera, amore mio!, regia di Mauro Bolognini (1975)
- La clinica dell'amore, regia di Renato Cadueri (1976)
- La pretora, regia di Lucio Fulci (1976)
- Roma, l'altra faccia della violenza, regia di Marino Girolami (1976)
- L'ultimo sapore dell'aria, regia di Ruggero Deodato (1978)

### Televisione
- La trincea, regia di Vittorio Cottafavi – miniserie TV (1961)
- La cittadella, regia di Anton Giulio Majano – miniserie TV (1964)
- Melissa, regia di Daniele D'Anza – miniserie TV (1966)
- Vita di Cavour, regia di Piero Schivazappa – miniserie TV (1967)
- Le inchieste del commissario Maigret – serie TV, episodi L'ombra cinese e Maigret e l'ispettore sfortunato (1966-1968)
- La donna di quadri, regia di Leonardo Cortese – miniserie TV (1968)
- Sherlock Holmes, regia di Guglielmo Morandi – miniserie TV (1968)
- La freccia nera, regia di Anton Giulio Majano – miniserie TV (1968)
- Le avventure di Ciuffettino, regia di Angelo D'Alessandro – miniserie TV (1969)
- Coralba, regia di Daniele D'Anza – miniserie TV (1970)
- OPLÀ, noi viviamo!, regia di Marco Leto, trasmesso il 31 marzo 1972.
- All'ultimo minuto – serie TV, episodio Il borsaiolo (1972)
- Anna Karenina, regia di Sandro Bolchi – miniserie TV (1974)
- Il commissario De Vincenzi – serie TV, episodio 1x01 (1974)
- Dov'è Anna?, regia di Piero Schivazappa – miniserie TV (1976)

## Doppiatori italiani
- Renato Turi in Il duca nero, Caterina di Russia, La vendetta di Spartacus
- Giorgio Capecchi in Il conquistatore di Corinto, I due gladiatori
- Gualtiero De Angelis in Agente X 1-7 operazione Oceano, 2+5 missione Hydra
- Manlio Busoni in Mille dollari sul nero, Cinque figli di cane
- Amilcare Pettinelli in Le avventure di Mary Read
- Corrado Gaipa in Gli invincibili sette
- Emilio Cigoli in Rocambole
- Lauro Gazzolo in Arizona Colt
- Luciano De Ambrosis in Tutto sul rosso
- Pino Locchi in Scipione detto anche l'Africano
- Arturo Dominici in La poliziotta